# アバイ・ブーシャン
アバイ・K・ブーシャン（英語: Abhay K. Bhushan、ヒンディー語: अभय भूषण、1944年11月23日 - ）は、インド出身の計算機工学者である。インターネットのTCP/IPアーキテクチャの開発に大きく貢献し、File Transfer Protocolや電子メールのプロトコルの最初の規格の著者でもある。現在はAsquare Inc.の会長であり、IITカーンプル財団の会長でもある。

## 生涯
ブーシャンはインド工科大学カーンプル校（IITカーンプル）に第1期生として1960年に入学し、1965年に電気工学の学位(B.Tech)を取得した。その後、マサチューセッツ工科大学(MIT)に進学し、電気工学の修士号とともに、MITスローンマネジメントスクールから経営工学の修士号を取得した。MIT在学中、File Transfer Protocol(FTP)の最初の規格であるRFC 114を起草し、ARPANETとそれに続くインターネットのためのFTPと電子メールプロトコルの開発に取り組んだ。
1978年に彼はイラーハーバードの工学農村技術大学(IERT)の理事(Director)とゼロックスの開発部門の上級管理職(senior manager)に就任した。ゼロックスではXerox Environmental Leadershipを創設し、その管理者となった。また、1995年にNASDAQに上場したYieldUP Internationalと、1997年にネットスケープコミュニケーションズに買収されたPortola Communicationsの共同創設者でもある。